# Lista de bens tombados em Jundiaí
A lista de bens tombados em Jundiaí reúne itens do patrimônio cultural e histórico de Jundiaí. Os atos de tombamento municipal ocorreram entre 2008 e 2015, constando então do Inventário de Proteção do Patrimônio Artístico e Cultural de Jundiaí. São tombados pelo CONDEPHAAT os seguintes bens:
- Cine Teatro Polytheama[2]
- Complexo da Estação Ferroviária de Jundiaí[3]
- E. E. Conde Parnaíba[4]
- Fachada do imóvel situado na Rua Barão de Jundiaí nº 736[5]
- Gabinete de Leitura Ruy Barbosa[6]
- Pinacoteca Municipal, Biblioteca Municipal Nelson Foot, GE Siqueira Moraes[7]
- Serra do Japi, Guaxinduva e Jaguacoara[8]
- Solar do Barão de Jundiaí[9]

| Imagem | Bem                                                                                | Tipologia                                               |
| ------ | ---------------------------------------------------------------------------------- | ------------------------------------------------------- |
|        | Acervo do Museu Solar do Barão                                                     | acervo                                                  |
|        | Acervo do Museu da Companhia Paulista                                              | acervo                                                  |
|        | Acervo do Museu da Energia                                                         | acervo                                                  |
|        | Argos Industrial                                                                   | empresa edifício                                        |
|        | Bebedouro                                                                          | património histórico edifício                           |
|        | Caixa Econômica Estadual                                                           | património histórico edifício                           |
|        | Capela Nossa Senhora Auxiliadora, Antigo Caminho dos Moisés                        | património histórico capela                             |
|        | Capelinha Estr. Tijuco Preto                                                       | património histórico capela                             |
|        | Capelinha da laranja Azeda                                                         | património histórico capela                             |
|        | Casa Azul                                                                          | património histórico edifício                           |
|        | Casa Paroquial                                                                     | património histórico edifício                           |
|        | Casa Rosa                                                                          | património histórico edifício                           |
|        | Casa da Antiga Familia Malpaga (Casa Rosa)                                         | património histórico edifício                           |
|        | Casa da Criança Nossa Senhora do Desterro                                          | património histórico edifício                           |
|        | Casa da Familia Pessoto - Lote 33 do Antigo Núcleo Colonial Barão de jundiaí       | património histórico edifício                           |
|        | Casa da Familia Queiroz Telles                                                     | património histórico edifício                           |
|        | Casa da Rua Rangel                                                                 | património histórico edifício                           |
|        | Casa de Giovanni Nalini                                                            | património histórico edifício                           |
|        | Casa de Saúde Dr. Domigos Anastácio                                                | património histórico edifício                           |
|        | Casa de madeira                                                                    | património histórico edifício                           |
|        | Casa do Comendador Carbonari                                                       | património histórico edifício                           |
|        | Catedral de Nossa Senhora do Desterro                                              | catedral católica                                       |
|        | Cemitério Nossa Senhora do Desterro                                                | património histórico cemitério                          |
|        | Centro Islâmico de Jundiaí                                                         | património histórico edifício                           |
|        | Centro de Engenharia e Automação – IAC                                             | património histórico edifício                           |
|        | Chaminé da Antiga Fiação e Tecelagem Fábrica Japy S/A                              | património histórico chaminé                            |
|        | Chaminé da Antiga Fábrica da Argos Industrial S/A                                  | património histórico chaminé                            |
|        | Cine República                                                                     | património histórico edifício                           |
|        | Complexo FEPASA                                                                    | centro cultural apeadeiro património histórico edifício |
|        | Complexo industrial da antiga Cica (incluindo as duas residências e a torre)       | património histórico edifício                           |
|        | Complexo industrial da antiga Cica (incluindo as duas residências e a torre)       | património histórico edifício                           |
|        | Complexo industrial da antiga Cica (incluindo as duas residências e a torre)       | património histórico edifício                           |
|        | Conjunto Urbano 1                                                                  | património histórico edifício                           |
|        | Conjunto Urbano 1                                                                  | património histórico edifício                           |
|        | Conjunto Urbano 1                                                                  | património histórico edifício                           |
|        | Conjunto Urbano 10                                                                 | património histórico edifício                           |
|        | Conjunto Urbano 10                                                                 | património histórico edifício                           |
|        | Conjunto Urbano 10                                                                 | património histórico edifício                           |
|        | Conjunto Urbano 10                                                                 | património histórico edifício                           |
|        | Conjunto Urbano 2                                                                  | património histórico edifício                           |
|        | Conjunto Urbano 2                                                                  | património histórico edifício                           |
|        | Conjunto Urbano 2                                                                  | património histórico edifício                           |
|        | Conjunto Urbano 2                                                                  | património histórico edifício                           |
|        | Conjunto Urbano 2                                                                  | património histórico edifício                           |
|        | Conjunto Urbano 2                                                                  | património histórico edifício                           |
|        | Conjunto Urbano 3                                                                  | património histórico edifício                           |
|        | Conjunto Urbano 3                                                                  | património histórico edifício                           |
|        | Conjunto Urbano 4                                                                  | património histórico edifício                           |
|        | Conjunto Urbano 4                                                                  | património histórico edifício                           |
|        | Conjunto Urbano 4                                                                  | património histórico edifício                           |
|        | Conjunto Urbano 5                                                                  | património histórico edifício                           |
|        | Conjunto Urbano 5                                                                  | património histórico edifício                           |
|        | Conjunto Urbano 5                                                                  | património histórico edifício                           |
|        | Conjunto Urbano 6                                                                  | património histórico edifício                           |
|        | Conjunto Urbano 6                                                                  | património histórico edifício                           |
|        | Conjunto Urbano 6                                                                  | património histórico edifício                           |
|        | Conjunto Urbano 6                                                                  | património histórico edifício                           |
|        | Conjunto Urbano 7                                                                  | património histórico edifício                           |
|        | Conjunto Urbano 7                                                                  | património histórico edifício                           |
|        | Conjunto Urbano 7                                                                  | património histórico edifício                           |
|        | Conjunto Urbano 7                                                                  | património histórico edifício                           |
|        | Conjunto Urbano 8                                                                  | património histórico edifício                           |
|        | Conjunto Urbano 8                                                                  | património histórico edifício                           |
|        | Conjunto Urbano 8                                                                  | património histórico edifício                           |
|        | Conjunto Urbano 9                                                                  | património histórico edifício                           |
|        | Conjunto Urbano 9                                                                  | património histórico edifício                           |
|        | Conjunto Urbano 9                                                                  | património histórico edifício                           |
|        | Conjunto Urbano 9                                                                  | património histórico edifício                           |
|        | Conjunto de Edificações da Companhia Paulista de Estradas de Ferro                 | património histórico edifício                           |
|        | Creche da Argos Industrial                                                         | património histórico edifício                           |
|        | Creche da Argos Industrial                                                         | património histórico edifício                           |
|        | Creche da Argos Industrial                                                         | património histórico edifício                           |
|        | Creche da Argos Industrial                                                         | património histórico edifício                           |
|        | Câmara Municipal de Jundiaí                                                        | património histórico edifício                           |
|        | Edificio Cardelli                                                                  | património histórico edifício                           |
|        | Edificio Rua do Rosário                                                            | património histórico edifício                           |
|        | Edificio Tecelagem Milani                                                          | património histórico edifício                           |
|        | Estação de Energia da Empresa Luz e Força                                          | património histórico estação ferroviária subestação     |
|        | Estaçãozinha e Casa do Chefe da Estação                                            | património histórico edifício                           |
|        | Fazenda Ermida                                                                     | património histórico quinta                             |
|        | Fazenda Malota                                                                     | património histórico quinta                             |
|        | Fazenda Nossa Senhora Conceição                                                    | património histórico quinta Propriedade rural           |
|        | Fábrica Japi                                                                       | património histórico fábrica                            |
|        | Ginásio de Esportes Nicolino de Lucca Bolão                                        | património histórico edifício                           |
|        | Hospital de Caridade São Vicente de Paulo                                          | património histórico hospital                           |
|        | Igreja Nossa Senhora da Conceição                                                  | património histórico igreja                             |
|        | Igreja Nossa Senhora do Rosario e São Benedito                                     | património histórico igreja                             |
|        | Igreja do traviú - Atual Grêmio                                                    | património histórico igreja                             |
|        | Imóvel Rua Barão 281                                                               | edifício                                                |
|        | Imóvel Rua Barão de Jundiaí                                                        | edifício                                                |
|        | Imóvel Rua Leonardo Cavalcanti                                                     | edifício                                                |
|        | Imóvel Rua Marechal                                                                | edifício                                                |
|        | Imóvel Rua Marechal                                                                | edifício                                                |
|        | Imóvel Rua Rangel                                                                  | edifício                                                |
|        | Imóvel Rua Senador                                                                 | edifício                                                |
|        | Imóvel Rua São bento                                                               | edifício                                                |
|        | Imóvel Rua XV de Novembro 1369                                                     | edifício                                                |
|        | Imóvel Rua XV de novembro                                                          | edifício                                                |
|        | Imóvel da Estrada do Varjão,1001                                                   | edifício                                                |
|        | Imóvel da Rua Barão 415                                                            | edifício                                                |
|        | Imóvel da Rua Barão de Jundiaí                                                     | edifício                                                |
|        | Imóvel na Rua XV de Novembro                                                       | edifício                                                |
|        | Imóvel na Rua do Rosario                                                           | edifício                                                |
|        | Imóvel na Rua do Rosario                                                           | edifício                                                |
|        | Imóvel na Rua do Rosario                                                           | edifício                                                |
|        | Industria Ferraspari                                                               | património histórico edifício                           |
|        | Industria Ferraspari                                                               | património histórico edifício                           |
|        | Industria Ferraspari                                                               | património histórico edifício                           |
|        | Locomotiva no 01 – Companhia Paulista de Estradas de Ferro – Ferrovia Paulista S/A | património histórico tender locomotive                  |
|        | Loja Maçônica Amor e Concórdia                                                     | património histórico edifício loja maçónica             |
|        | Mercado Municipal Antigo                                                           | património histórico edifício                           |
|        | Mosteiro de São Bento e Igreja Sant'Anna                                           | património histórico mosteiro                           |
|        | Mosteiro do Carmelo (Convento Carmelo de São José)                                 | património histórico mosteiro                           |
|        | Ponte Torta                                                                        | património histórico ponte                              |
|        | Praça D. Pedro II,ou Praça das Rosas                                               | património histórico praça                              |
|        | Praça Domingos Anastacio                                                           | património histórico praça                              |
|        | Praça Governador Pedro de Toledo                                                   | património histórico praça                              |
|        | Praça Sebastião Pontes                                                             | património histórico praça                              |
|        | Praça das Andradas e Prédio da Semis                                               | património histórico praça                              |
|        | Prédio do antigo Grupo Escolar Siqueira de Moraes                                  | património histórico edifício                           |
|        | Trecho de área verde urbana localizada na Avenida 9 de Julho (Jardim Brasil)       | património histórico parque urbano                      |
|        | Viaduto São João batista                                                           | património histórico viaduto                            |
|        | Vila Argos Velha                                                                   | património histórico edifício                           |
|        | Vila Argos Velha                                                                   | património histórico edifício                           |
|        | Vila Argos Velha                                                                   | património histórico edifício                           |
|        | Vila Argos Velha                                                                   | património histórico edifício                           |
|        | Vila Argos Velha                                                                   | património histórico edifício                           |
|        | Vila Argos Velha                                                                   | património histórico edifício                           |
|        | Vila Argos Velha                                                                   | património histórico edifício                           |
|        | Vila Argos Velha                                                                   | património histórico edifício                           |
|        | Vila Argos Velha                                                                   | património histórico edifício                           |
|        | Vila Argos Velha                                                                   | património histórico edifício                           |
|        | Vila Argos Velha                                                                   | património histórico edifício                           |
|        | Vila Argos Velha                                                                   | património histórico edifício                           |
|        | Vila Argos Velha                                                                   | património histórico edifício                           |
|        | Vila Torres Neves (Vila Fepasa)                                                    | património histórico edifício                           |